# تشنغ شوي
تشَنغ شُوَي (بالصينية: 张帅)، من مواليد 20 يوليو 1981 في كوانغدو في الصين، لاعب كرة قدم صيني.
بدأ مسيرته الكروية مع نادي بكين غوان في عام 1999، وهو يلعب معهم حتى الآن.
و قد بدأ باللعب مع منتخب الصين لكرة القدم في عام 2007.

## روابط خارجية
- تشنغ شوي على موقع قاعدة بيانات كرة القدم.إي يو (الإنجليزية)
- تشنغ شوي على موقع ناشيونال فوتبول تيمز (الإنجليزية)
- تشنغ شوي على موقع عالم كرة القدم.نت (الإنجليزية)